# Stories (album của Avicii)
Stories là album phòng thu thứ hai của DJ người Thụy Điển Avicii, phát hành vào ngày 2 tháng 10 năm 2015, thông qua hãng thu âm PRMD và Island. Album được sản xuất bởi Avicii với sản xuất bổ sung được thực hiện bởi Salem Al Fakir, Alex Ebert, Carl Falk, Kristoffer Fogelmark, Martin Garrix, Dhani Lennevald, Ash Pournouri, Albin Nedler và Vincent Pontare trong một số các bài hát. Stories mang về các đánh giá trái chiều từ các nhà phê bình âm nhạc. Có bốn đĩa đơn được phát hành từ album: "Waiting for Love", "Pure Grinding", "For a Better Day" và "Broken Arrows". Ngoài ra, hai đĩa đơn quảng bá khác cũng được phát hành: "Ten More Days" và "Gonna Love Ya". Tính đến tuần đầu tiên của tháng 11, Stories đã bán được một triệu bản trên toàn thế giới. Ngoài ra, Stories là album được truyền dữ liệu nhiều thứ tư trong năm trên Spotify.

## Bối cảnh
Vào tháng 7 năm 2014, Avicii chia sẻ với Rolling Stone rằng anh đã làm việc trên 70 ca khúc cho album tiếp theo của mình và sẽ bao gồm sự hợp tác với Jon Bon Jovi, Billie Joe Armstrong, Chris Martin, Wyclef Jean, Serj Tankian và Matisyahu. ngày 2 tháng 3 năm 2015, Avicii trình diễn trực tiếp tại Liên hoan âm nhạc Future của Úc. Nhiều bài hát bị rò rỉ trên internet từ chương trình UMF 2015 của Avicii, bao gồm "Waiting for Love", "For a Better Day", "City Lights" và "Sunset Jesus", bị rò rỉ dưới tên "Attack". Một danh sách đầy đủ các bài hát có thể được tìm thấy trên trang SoundCloud của Avicii.
Ngày 22 tháng 5 năm 2015, Avicii ra mắt đĩa đơn đầu tiên, "Waiting for Love". Bài hát được đồng sản xuất bởi DJ và nhà sản xuất Martin Garrix. Gần một tháng sau, Avicii thông báo thông qua Twitter rằng anh đã hoàn thành album sau hai năm làm việc. Ngày 4 Tháng 8 năm 2015, Avicii công bố trên iHeartMedia Summit về đĩa đơn tiếp theo từ Stories là "For a Better Day", với ca sĩ Alex Ebert. Ngày 28 tháng 8, anh phát hành hai đĩa đơn tiếp theo của mình, trong đó có "Pure Grinding".

## Đĩa đơn
| Đánh giá chuyên môn | Đánh giá chuyên môn |
| Nguồn đánh giá      | Nguồn đánh giá      |
| Nguồn               | Đánh giá            |
| ------------------- | ------------------- |
| AllMusic            | [ 9 ]               |
| Billboard           | [ 10 ]              |
| Boston Globe        | (tích cực)          |
| Rolling Stone       | [ 12 ]              |

"Waiting for Love" có sự góp giọng của Simon Aldred từ Cherry Ghost. Avicii phát hành bài hát vào ngày 22 tháng 5 năm 2015. "For a Better Day" có sự góp giọng của Alex Ebert. Avicii phát hành bài hát vào ngày 28 tháng 8 năm 2015. "Pure Grinding" có sự góp giọng của Kristoffer Fogelmark và Earl St Clair. Avicii phát hành bài hát vào ngày 28 tháng 8 năm 2015. "Broken Arrows" có sự góp mặt của Zac Brown của Zac Brown Band, tuy không được ghi nhận. Avicii phát hành bài hát lần đầu vào ngày 29 tháng 9 năm 2015, ba ngày trước khi phát hành album dưới dạng đĩa đơn đặt hàng. Bài hát trở thành đĩa đơn chính thức trong tháng 10 năm 2015.

### Bài hát quảng bá
"Ten More Days" là một bài hát có sự góp giọng của Zak Abel. Avicii phát hành bài hát vào ngày 30 tháng 9 năm 2015, hai ngày trước ngày phát hành album dưới dạng đĩa đơn đặt hàng. "Gonna Love Ya" là một bài hát có sự góp giọng của Sandro Cavazza. Avicii phát hành bài hát vào ngày 01 tháng 10 năm 2015, một ngày trước khi phát hành album dưới dạng đĩa đơn đặt hàng.

## Danh sách bài hát
| Stories — Phiên bản tiêu chuẩn | Stories — Phiên bản tiêu chuẩn | Stories — Phiên bản tiêu chuẩn                                                                           | Stories — Phiên bản tiêu chuẩn                  | Stories — Phiên bản tiêu chuẩn |
| STT                            | Nhan đề                        | Sáng tác                                                                                                 | Sản xuất                                        | Thời lượng                     |
| ------------------------------ | ------------------------------ | --- | ----------------------------------------------- | ------------------------------ |
| 1.                             | "Waiting for Love"             | Tim Bergling Simon Aldred Salem Al Fakir Vincent Pontare                                                 | Tim Bergling Martijn Garritsen Al Fakir Pontare | 3:50                           |
| 2.                             | "Talk to Myself"               | Tim Bergling Sterling Fox Matt Hartke Alex Drury                                                         | Tim Bergling Carl Falk Ash Pournouri            | 3:55                           |
| 3.                             | "Touch Me"                     | Tim Bergling Adriano Buffone Gerrard O'Connell Celeste Waite Ash Pournouri                               | Tim Bergling                                    | 3:06                           |
| 4.                             | "Ten More Days"                | Tim Bergling Simon Aldred Zak Abel                                                                       | Tim Bergling                                    | 4:05                           |
| 5.                             | "For a Better Day"             | Tim Bergling Alex Ebert                                                                                  | Tim Bergling Alex Ebert                         | 3:26                           |
| 6.                             | "Broken Arrows"                | Tim Bergling Zac Brown Eric Turner Rami Yacoub Niko Moon                                                 | Tim Bergling Carl Falk Ash Pournouri            | 3:52                           |
| 7.                             | "True Believer"                | Tim Bergling Chris Martin                                                                                | Tim Bergling                                    | 4:48                           |
| 8.                             | "City Lights"                  | Tim Bergling Noonie Bao Oskar Jonas Wallin Ash Pournouri                                                 | Tim Bergling Ash Pournouri                      | 6:28                           |
| 9.                             | "Pure Grinding"                | Tim Bergling Kristoffer Fogelmark Albin Nedler Earl Johnson                                              | Tim Bergling Kristoffer Fogelmark Albin Nedler  | 2:51                           |
| 10.                            | "Sunset Jesus"                 | Tim Bergling Sandro Cavazza Gavin Degraw Carl Falk Savan Kotecha Dhani Lennevald Mike Posner Rami Yacoub | Tim Bergling Dhani Lennevald                    | 4:24                           |
| 11.                            | "Can't Catch Me"               | Tim Bergling Matthew Miller Wyclef Jean Mike Einziger                                                    | Tim Bergling                                    | 3:59                           |
| 12.                            | "Somewhere in Stockholm"       | Tim Bergling Daniel Adams-Ray Henrik Jonback Carl Petter Tarland Oskar Jonas Wallin                      | Tim Bergling                                    | 3:22                           |
| 13.                            | "Trouble"                      | Tim Bergling Falk Wayne Hector Yacoub                                                                    | Tim Bergling                                    | 2:52                           |
| 14.                            | "Gonna Love Ya"                | Tim Bergling Sandro Cavazza Dhani Lennevald Ash Pournouri Marcus Thunberg Wessel                         | Tim Bergling Ash Pournouri Dhani Lennevald      | 3:35                           |
| Tổng thời lượng:               | Tổng thời lượng:               | Tổng thời lượng:                                                                                         | Tổng thời lượng:                                | 54:33                          |

| Stories – Phiên bản Anh | Stories – Phiên bản Anh | Stories – Phiên bản Anh                                                                  | Stories – Phiên bản Anh    | Stories – Phiên bản Anh |
| STT                     | Nhan đề                 | Sáng tác                                                                                 | Sản xuất                   | Thời lượng              |
| ----------------------- | ----------------------- | ---------------------------------------------------------------------------------------- | -------------------------- | ----------------------- |
| 15.                     | "The Nights"            | Tim Bergling Nicholas Furlong Gabriel Benjamin Jordan Suecof John Feldmann Ash Pournouri | Tim Bergling Ash Pournouri | 2:56                    |
| Tổng thời lượng:        | Tổng thời lượng:        | Tổng thời lượng:                                                                         | Tổng thời lượng:           | 57:29                   |

| Stories – Phiên bản Nhật Bản và Nga (bài hát bổ sung) | Stories – Phiên bản Nhật Bản và Nga (bài hát bổ sung) | Stories – Phiên bản Nhật Bản và Nga (bài hát bổ sung)       | Stories – Phiên bản Nhật Bản và Nga (bài hát bổ sung)     | Stories – Phiên bản Nhật Bản và Nga (bài hát bổ sung) |
| STT                                                   | Nhan đề                                               | Sáng tác                                                    | Sản xuất                                                  | Thời lượng                                            |
| ----------------------------------------------------- | ----------------------------------------------------- | ----------------------------------------------------------- | --------------------------------------------------------- | ----------------------------------------------------- |
| 15.                                                   | "The Days"                                            | Tim Bergling Al Fakir Brandon Flowers Pontare               | Tim Bergling Al Fakir Pontare                             | 4:38                                                  |
| 16.                                                   | "The Nights"                                          | Tim Bergling Furlong Benjamin Suecof Feldmann Ash Pournouri | Tim Bergling Ash Pournouri                                |                                                       |
| 17.                                                   | "Waiting for Love (Sam Feldt Remix)"                  | Tim Bergling Simon Aldred Salem Al Fakir Vincent Pontare    | Sam Feldt Tim Bergling Martijn Garritsen Al Fakir Pontare | 5:10                                                  |
| Tổng thời lượng:                                      | Tổng thời lượng:                                      | Tổng thời lượng:                                            | Tổng thời lượng:                                          | 1:02:07                                               |

## Bảng xếp hạng
| Bảng xếp hạng (2015)                          | Vị trí cao nhất |
| --------------------------------------------- | --------------- |
| Album Úc (ARIA)                               | 10              |
| Album Áo (Ö3 Austria)                         | 6               |
| Album Bỉ (Ultratop Vlaanderen)                | 7               |
| Album Bỉ (Ultratop Wallonie)                  | 14              |
| Album Canada (Billboard)                      | 3               |
| Album Cộng hòa Séc (ČNS IFPI)                 | 25              |
| Album Đan Mạch (Hitlisten)                    | 9               |
| Album Hà Lan (Album Top 100)                  | 7               |
| Album Phần Lan (Suomen virallinen lista)      | 10              |
| Album Pháp (SNEP)                             | 19              |
| Album Đức (Offizielle Top 100)                | 8               |
| Album Hungaria (MAHASZ)                       | 11              |
| Album Ireland (IRMA)                          | 11              |
| Album Ý (FIMI)                                | 14              |
| Nhật Bản (Oricon)                             | 9               |
| Album New Zealand (RMNZ)                      | 23              |
| Album Na Uy (VG-lista)                        | 1               |
| Album Scotland (OCC)                          | 3               |
| Album Thụy Điển (Sverigetopplistan)           | 1               |
| Album Thụy Sĩ (Schweizer Hitparade)           | 3               |
| Album Anh Quốc (OCC)                          | 9               |
| Album Hoa Kỳ Billboard 200                    | 17              |
| Album Hoa Kỳ Top Dance/Electronic (Billboard) | 1               |
| Album Hoa Kỳ Digital (Billboard)              | 8               |

## Lịch sử phát hành
| Quốc gia | Ngày                 | Định Dạng | Nhãn thu âm |
| -------- | -------------------- | --------- | ----------- |
| Toàn cầu | 02 tháng 10 năm 2015 | CD        | PRMD        |